# Dictadura de Primo de Rivera a les Balears

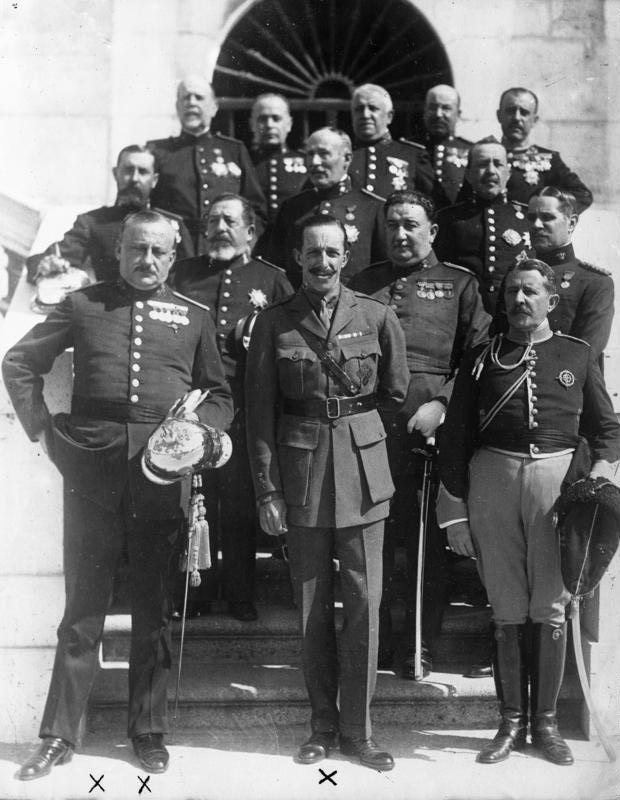
El rei Alfons XIII, el dictador Primo de Rivera i el Directori militar l'any 1923.

La Dictadura de Primo de Rivera a les Balears participà de les característiques generals espanyoles. Bona part dels polítics del nou sistema sortiren de les rengleres del caciquisme tradicional i el règim, amb un marcat caràcter reaccionari i nacionalista espanyol, perseguí l'oposició, el moviment obrer i la cultura pròpia del país.

## El context internacional i estatal
L'ascens al poder de Benito Mussolini a Itàlia s'havia produït l'octubre de 1922 i els règims autoritaris s'havien estès a diversos països d'Europa. Aquestes formulacions del poder polític eren les respostes dels grups dominants a les tensions socials i nacionals existents, en un context de forta depressió econòmica. La Revolució Russa de 1917 havia tengut un impacte general i el 1919 s'havia creat la III Internacional Comunista o Komintern. La democràcia liberal es manifestava insuficient per preservar l'ordre vigent i els governs forts pareixien una solució per aturar els moviments revolucionaris i poder instrumentar les reformes que assegurassin la continuïtat de l'ordre establert. Per això les dictadures que aparegueren arreu d'Europa a partir de 1922 eren anticomunistes i nacionalistes (de la nació dominant) i comptaven amb el suport de les oligarquies econòmiques.
El 1923 a l'estat espanyol no hi havia un context revolucionari, però el sistema de la Restauració, ferit de mort des de 1917, es manifestava incapaç de resoldre cap problema. Els governs se succeïen un darrere l'altre i l'oposició social i política creixia. La guerra del Marroc, amb la derrota de 1921, amb les responsabilitats que se'n derivaven era un element de crispació. Des de principis de 1923 hi havia rumors de revolta militar. Fins i tot es parlava que el general Valerià Weyler en podria ser el cap.

## El cop d'estat de Primo de Rivera
El cop d'estat del general Miguel Primo de Rivera es produí a Barcelona el 13 de setembre de 1923 i significà la desaparició del sistema parlamentari i la imposició d'un règim de dictadura. Aquest nou plantejament va comptar amb el suport de la monarquia i de la dreta, l'oligarquia econòmica, l'església i l'exèrcit espanyol. Des d'aquests sectors es veia com un règim transitori, però necessari per evitar una evolució política que ells no poguessin controlar i per dur a terme una reforma de les institucions polítiques espanyoles. El pronunciament gairebé no trbà oposició. A les illes no hi va haver protestes, ni entre els polítics ni entre l'opinió pública. Els principals diaris de les Balears donaren suport al cop d'estat. L'excepció va ser el diari El Dia, editat per Joan March, que criticà durament l'acció. El 15 de setembre el capità general de les Balears, Ventura Fontán, declarava l'estat de guerra a l'arxipèlag. De tota manera, no hi hagué incidents de cap casta.

## Canvis institucionals
L'exèrcit assumí les competències dels governadors civils fins a l'any 1925. El general de divisió Lorenzo Challier es convertí en governador civil de la província; el governador militar de Menorca, general Enrique Martín Alcoba, ocupà el càrrec de delegat del govern a Menorca. El 30 de setembre un Reial Decret declarà dissolts els ajuntaments i l'1 d'octubre es nomenaren nous consistoris. El nou batle de Maó va ser Joan Ponsetí Vinent i el de Palma va ser Francesc Salas Albertí. A la Diputació Provincial s'hi elegí de president Pere Antoni Mataró Montserrat, amb l'eivissenc Vicent Costa Ferrer com a vicepresident.
Els batles i regidors constitucionals varen ser substituïts per persones procedents de les llistes de majors contribuents i representants de les corporacions. L'administració municipal es reformà amb l'Estatut Municipal de març de 1924. Tanmateix no es va acabar amb la inestabilitat. A Maó entre octubre de 1923 i juliol de 1925 passaren per la batlia Joan Ponsetí, Joan Biale, Antoni Victory, Mateu Seguí i novament Antoni Victory; a Palma entre octubre de 1923 i juliol de 1925 foren batles Francesc Salas, Alfred Llompart i Guillem Dezcallar.
La Diputació Provincial també patí inestabilitat i interferències dels militars. El gener de 1924 el general Chalier nomenà una nova Diputació. El president tornà a ser Pere Antoni Mataró, però l'agost la corporació presentà la dimissió en bloc degut a la no aprovació del pressupost. El general Jerónimo Martel, governador civil, nomenà nous diputats. El març de 1925 la Diputació es va haver de renovar per Reial Decret i va ser presidida per Josep Morell.

## Visita d'Alfons XIII a Mallorca
Els reis Alfons XIII i Victòria Eugènia visitaren Mallorca el novembre de 1923. Els acompanyava el general Primo de Rivera. Desembarcaren a Acúdia i visitaren Inca i Palma. La rebuda tributada per la població va ser multitudinària. Aquesta visita palesà l'ampli suport popular cap a la monarquia que aleshores existia a Mallorca. Alfons XIII tornà a visitar Mallorca i Menorca el setembre de 1928 i sols Mallorca l'octubre de 1929.

## La Unión Patriótica a les Balears
El nou règim creà el 1924 la Unión Patriótica com a partit únic encarregat de gestionar totes les institucions. La nova formació es va nodrir a Mallorca de persones procedents del partit conservador i del maurista, per bé que va tractar de renovar les èlites polítiques locals a partir d'elements conservadors diversos. La presidència del comitè provincial de Balears va recaure en Josep Morell i Bellet. Després fou substituït per Lluís Canals, que fins aleshores havia estat el cap del maurisme illenc, finalment tornà a ser elegit Morell, que ocupà el càrrec fins a la caiguda de la Dictadura..
A Eivissa la Unió Patriòtica s'aglutinà entorn de les associacions catòliques dirigides pel canonge Isidor Macabich. A Menorca el cap del partit va ser el batle de Maó Antoni Victory. En general els membres de la Unión Patriòtica eren persones d'ideologia conservadora, procedents del Partit Liberal Conservador, del maurisme o de l'associacionisme fomentat per l'església. Publicà el diari Patria, però sols es publicà durant uns pocs mesos de 1928 sota la direcció de Guilem Sureda de Armas.

## La Guerra del Rif
La revolta del protectorat espanyol en el nord del Marroc s'hvia anat intensificant. Abd el-Krim s'havia fet fort a la zona del Rif i la sublevació s'havia estès a les àrees de Gomara i Iebala. Primo de Rivera passà a la contraofensiva amb el suport de França. El 8 de setembre de 1925 l'exèrcit espanyol desembarcà a la badia d'Alhucemas. A la guerra del Rif hi participaren tropes illenques enquadrades en batallons expedicionaris. Alguns vaixells de la Trasmediterránea foren utilitzats per transportar tropes i materials fins a Alhucemas. L'abril de 1926 Abd el-Krim so·licitava la negociació. La guerra s'acabà el 1927.

## Evolució del règim
En els primers anys sembava que els objectius s'anaven aconseguint.S'havien suprimit els partits i les eleccions, per tant havia desaparegut la pugna política; l'economia es recuperava i les tensions socials estaven ocultes per la censura i la repressió. El desembre de 1925 Primo de Rivera substituí el Directori militar per un govern de civils. Per tal de consolidar-se en el poder convocà un plebiscit pel setembre de 1926, en part com a reacció a l'oposició republicana i a l'intent de derrocar-lo conegut com la Sanjuanada, en el qul hi participà el general Weyler. També s'organitzà un simulacre de parlament, l'Assemblea Nacional Consultiva, de caràcter corporativista i integhrada per representants dels municipis, les diputacions provincials, les corporacions, els caps provincials de la Unión Patriótica i persones nomenades de manera directa pel govern. Joan March va ser elegit membre de l'Assemblea en representació de les activitats econòmiques.
A poc a poc es va anar constituint una oposició a la Dictadura molt heterogènia: regionalistes, intel·lectuals, republicans, militars, sectors dels antics partits dinàstics, sectors del moviment obrer, etc.

## Política repressiva
La Dictadura representava un intent autoritari de resoldre els greus problemes del règim de l'espanyola. Per això la política del dictador va anar dirigida a reprimir les activitats de les organitzacions d'oposició (republicans, regionalistes, anarcosindicalistes i comunistes). En canvi va mantenir una curiosa política de major tolerància cap als socialistes i la Unió General de Treballadors.
Es va establir un sistema de censura de premsa. El general Primo de Rivera continuà i intensificà la tasca de castellanització, ja que des del punt de vista de la dreta espanyola l'estat no s'entenia si no era des de la supressió de la diverstat lingüística. Amb aquesta finalitat el dictador prohibí i perseguí les activitats polítiques de caràcter regionalista o nacionaiista. Però aquesta política uniformitzadora no va tenir el menor èxit, ans al contrari, va afavorir la presa de consciència de moltes persones i facilità la concreció d'uns plantejaments nacionalistes pensats des de i per les Illes Balears.
Igual que a la resta de l'estat hi va haver sectors de dretes i d'esquerres que conspìraren per posar punt final a la Dictadura. El general Valerià Weyler va ser detingut al seu domicili de Ciutat i conduït a Madrid, acusat d'haver firmat amb altres elements militars i civils un manifest exigint el restabliment de la Constitució.

## El moviment obrer durant la Dictadura
La Dictadura va significar la censura dels periòdics i la clausura dels locals de les associacions obreres, així com el processament d'alguns dels dirigents. El novembre de 1923 varen ser jutjats en consell de guerra el comunista Ignasi Ferretjans i el socialista Jaume Garcia. Els socialistes inicialment es beneficiaren de la tolerància del dictador. El 20 de gener de 1924 s'inaugurà la Casa del Poble de Palma. El 4 d'octubre de 1925 es constituí la Unió General de Treballadors de Balears.